# Geoconcept
GEOCONCEPT est une entreprise française fondée en 1990 spécialisée dans la conception et l’édition de solutions d’optimisation cartographique pour les professionnels. Ces solutions sont basées sur son propre système d'information géographique (SIG).

## Prestations
L'entreprise a été créée en 1990. Les solutions GeoConcept couvrent la majorité des process d'une organisation, qu'il s'agisse de sa couverture ou de son organisation géographique, de la géoplanification de ses opérations ou de l'analyse de performance. 

## Le SIG Geoconcept
Geoconcept est aussi le nom du moteur de Système d'Information géographique (SIG) développé par l'entreprise. Ce Système d'Information Géographique permet de collecter, d'organiser, d'analyser et de représenter des données sur une vue cartographique.

## Les solutions degéomarketinget d'informatique décisionnelle
Les solutions de géomarketing proposées permettent de réaliser des études géomarketing, des études d'implantation, de sectorisation, de ciblage et d'analyse de performance.

## Les solutions d'optimisation des déplacements et des plannings
L'entreprise propose aussi des outils d'optimisation d'équipes mobiles (commerciaux, techniciens, livreurs), en mode desktop, applications mobile et Saas.

## Implantations
L'entreprise a son siège en région parisienne avec des sites vers Grenoble et Caen, elle dispose de filiales en Inde à Chennai, en Suisse à Genève, en Chine à Shanghai et au Japon à Tokyo.